# Edmar Bernardes
Edmar Bernardes, född den 20 januari 1960 i Araxá, Brasilien, är en brasiliansk fotbollsspelare som tog OS-silver i fotbollsturneringen vid de olympiska sommarspelen 1988 i Seoul.